# Le Dernier Train (téléfilm, 1978)
Pour les articles homonymes, voir Le Dernier Train.
Pour plus de détails, voir Fiche technique et Distribution.
Le Dernier Train est un téléfilm français de Jacques Krier réalisé en 1978 et diffusé en 1979.

## Synopsis
L'action se passe dans le milieu cheminot du Nord de la France. Un conducteur de locomotive électrique est responsable d'un accident qui fait deux morts. Traduit devant le tribunal correctionnel, il subit un choc nerveux qui va bouleverser toute sa vie familiale. Mais tout finira au mieux pour lui, cependant.

## Fiche technique
- Réalisation : Jacques Krier
- Scénario : André Stil
- Pays d'origine :  France
- Année : 1978
- Production : TF1
- Genre : Drame
- Durée : 2 x 90'
- Date de diffusion : 
  - France - 12 septembre 1979 sur TF1

## Distribution
- Georges Staquet : Marcel, le conducteur de train
- Véronique Silver : Clara
- Ronny Coutteure : l'aide conducteur
- Roger Riffard : Rebarduy
- Olivier Picq : Raoul
- Pierre Devilder
- Jenny Clève
- Philippe Nahon
- Fernand Guiot
- Bernard Valdeneige
- Alain Choquet : avocat
- Michel Carnoy
- Paul Bisciglia
- Marc Michel
- Gabriel Gobin
- Claudine Mavros
- Frédérique Meininger
- René Cahart
- Pascal Levent : Ambulancier